# Memorijalni trofej Kinga Clancyja
Memorijalni trofej „Kralja” Clancyja godišnja je nagrada NHL-a namijenjena „predvodniku momčadi na klizalištu i izvan njega koji značajno doprinese zajednici humanitarnim angažmanom”. Za razliku od Messierove nagrade i one Zaklade NHL, odlikovanja veoma srodnih Clancyjevom, dobitnika izabiru profesionalni novinari u području hokeja na ledu i odabrani komentatori utakmica.
Francis „King” Clancy bio je igrač Ottawe i Toronta dvadesetih i tridesetih godina prošlog stoljeća, a potom i sudac, trener te naposljetku vršitelj raznih dužnosti u klubu „Javorova lišća”.

## Povijest
Nagrada slična Clancyjevoj, koja je nosila ime Charlieja Conachera, odlikovala je od 1968. do 1984. igrače za izniman doprinos zajednici. Conacher bijaše proslavljeni igrač Toronta 1930-ih. Međutim, nagrada ustanovljena u njegovu čast nakon smrti 1967. nije bila pod izravnim nadzorom NHL-a.
NHL pokreće novu nagradu u sezoni 1987./88. u Clancyjevu čast. „Kralj” je proveo 65 godina u profesionalnom hokeju na gotovo svim mogućim položajima. Povijest pamti kako je 18-godišnji Clancy 1923. godine, u pobjedi Ottawe nad Montréalom od 1 : 0, igrao na svim položajima na ledu, uključujući dvije minute do isteka vratareve kazne na vratima. Vratari su tih godina još sami odrađivali vlastite kazne.  Do posljednjeg dana obnašao je ulogu klupskog potpredsjednika u Torontu. Harold Ballard, vlasnik Maple Leafsa i Clancyjev vršnjak, nazvao je potonjeg „jednim od najvećih kanadskih dobročinitelja u povijesti”, zauzevši se za pokretanje nove nagrade.

### Popis dobitnika
| Sezona    | Igrač                                 | Momčad              | Poveznica |
| --------- | ------------------------------------- | ------------------- | --------- |
| 1987./88. | Lanny McDonald                        | Calgary Flames      |           |
| 1988./89. | Bryan Trottier                        | New York Islanders  |           |
| 1989./90. | Kevin Lowe                            | Edmonton Oilers     |           |
| 1990./91. | Dave Taylor                           | Los Angeles Kings   |           |
| 1991./92. | Ray Bourque                           | Boston Bruins       |           |
| 1992./93. | Dave Poulin                           | Boston Bruins       |           |
| 1993./94. | Adam Graves                           | New York Rangers    |           |
| 1994./95. | Joe Nieuwendyk                        | Calgary Flames      |           |
| 1995./96. | Kris King                             | Winnipeg Jets       |           |
| 1996./97. | Trevor Linden                         | Vancouver Canucks   |           |
| 1997./98. | Kelly Chase                           | St. Louis Blues     |           |
| 1998./99. | Rob Ray                               | Buffalo Sabres      |           |
| 1999./00. | Curtis Joseph                         | Toronto Maple Leafs | /         |
| 2000./01. | Shjon Podein                          | Colorado Avalanche  |           |
| 2001./02. | Rod Francis                           | Carolina Hurricanes |           |
| 2002./03. | Brendan Shanahan                      | Detroit Red Wings   |           |
| 2003./04. | Jarome Iginla                         | Calgary Flames      |           |
| 2004./05. | Čitava sezona otkazana zbog lockouta. |                     |           |
| 2005./06. | Olaf Kölzig                           | Washington Capitals |           |
| 2006./07. | Saku Koivu                            | Montréal Canadiens  |           |
| 2007./08. | Vincent Lecavalier                    | Tampa Bay Lightning |           |
| 2008./09. | Ethan Moreau                          | Edmonton Oilers     |           |
| 2009./10. | Shane Doan                            | Phoenix Coyotes     |           |
| 2010./11. | Doug Weight                           | New York Islanders  | /         |
| 2011./12. | Daniel Alfredsson                     | Ottawa Senators     |           |
| 2012./13. | Patrice Bergeron                      | Boston Bruins       |           |
| 2013./14. | Andrew Ference                        | Edmonton Oilers     |           |
| 2014./15. | Henrik Zetterberg                     | Detroit Red Wings   |           |
| 2015./16. | Henrik Sedin                          | Vancouver Canucks   |           |

## Znamenitosti
Nijedan igrač nije osvojio nagradu više od jednog puta, a jedino predstavnicima momčadi Bostona nagrada je odlazila dvije sezone zaredom.
Igrači Edmontona osvajali su trofej rekordnih četiri puta.